# Urbanya
Urbanya en francés y oficialmente, Orbanyà en catalán, es una pequeña localidad y comuna francesa, situada en el departamento de Pirineos Orientales en la región de Languedoc-Rosellón y comarca histórica del Conflent. 
A sus habitantes se les conoce por el gentilicio de urbanyains en francés.

## Demografía
| 14 | 28 | 26 | 33 | 28 |
| Para los censos de 1962 a 1999 la población legal corresponde a la población sin duplicidades (Fuente: INSEE [Consultar]) |    |    |    |    |